# تامی مک‌کارنی

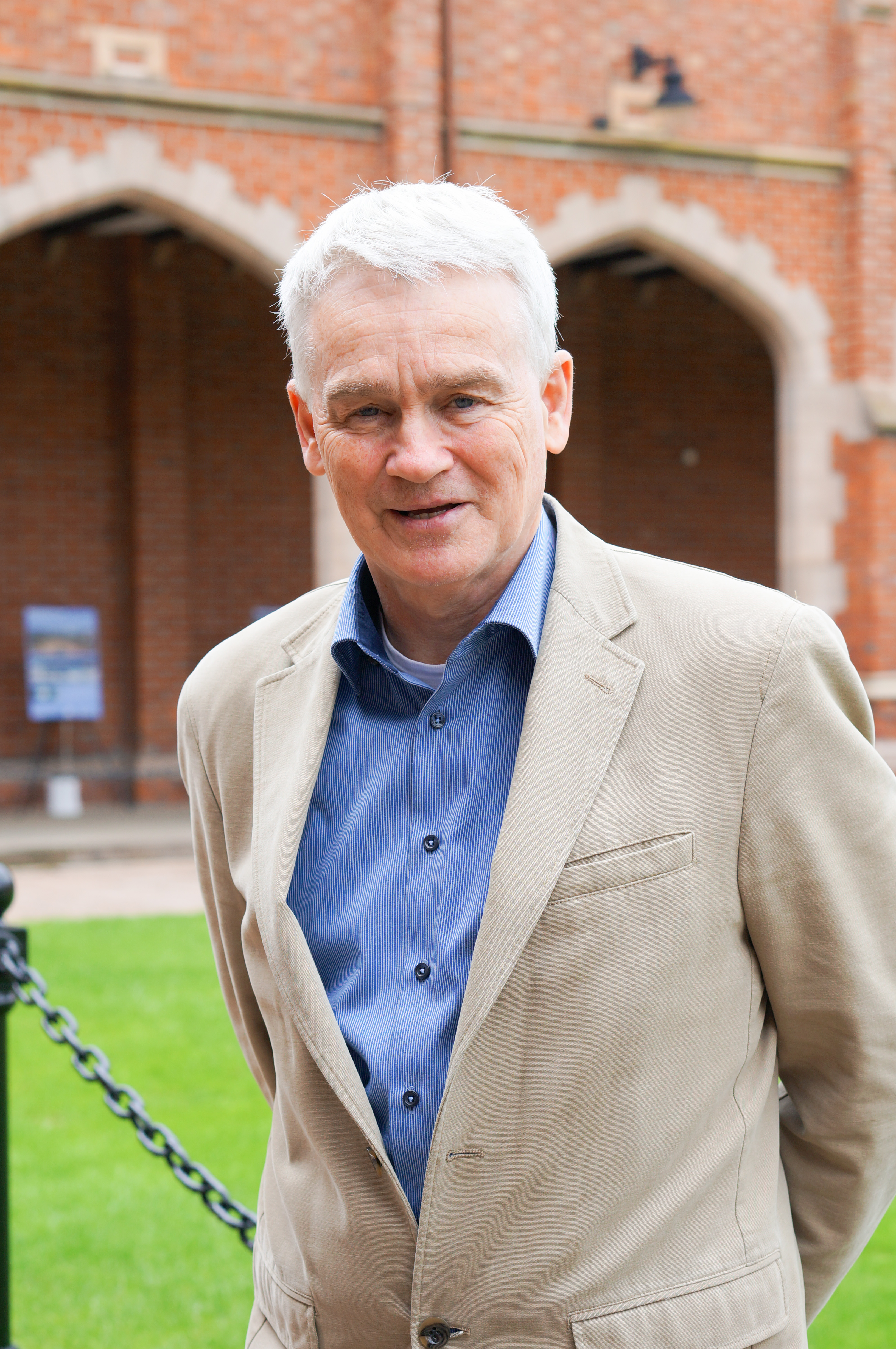
تامی مک‌کارنی در «دانشگاه بلفاست ملکه» ۲۰۱۴

تامی مک‌کارنی (Tommy McKearney) (متولد ۱۹۵۲ میلادی)، یک داوطلب پیشین در ارتش موقت جمهوری‌خواه ایرلند است که در اعتصاب غذای ۱۹۸۰ سهم گرفت.

## پس‌زمینه
مک‌کارنی در لورگان واقع در شمال شرق شهرستان آرما به دنیا آمد، اما در روستای موی واقع در جنوب شرق شهرستان تایرون و در آن سوی دریای بلک‌واتر که این شهرستان را از شهرستان آرما جدا می‌سازد، بزرگ شد. او در خانواده‌ای متولد شد که یک سنت طولانی در جمهوری‌خواهی ایرلندی داشتند. هر دو پدربزرگ‌های او عضو ارتش جمهوری‌خواه ایرلند بودند و در جنگ استقلال ایرلند جنگیدند، پدر بزرگ مادری او، تام مورای در تیپ نارت راسکامن به عنوان جنرال آجودان خدمت می‌کرد.
مک‌کارنی سه برادر خود را در درگیری‌های ایرلند شمالی از دست داد. سین بر اثر انفجار بمب خودش در ۱۹۷۴ میلادی کشته شد، پادریگ در ۸ می ۱۹۸۷ توسط سرویس/خدمات هوایی ویژه در کمین لاگ‌گال کشته شد و کیوین که شبه‌نظامی نبود، هنگامی که درحال کار در دکان قصابی خانوادگی شان بود در ۱۹۹۲ میلادی توسط نیروی داوطلب اولستر به قتل رسید. خواهر وی، مارگاریت نیز در ۱۹۷۵ میلادی در معرض یک تلاش ناموفق برای استرداد قرار گرفت و اسکاتلندیارد وی را «احتمالاً خطرناک‌ترین تروریست زن در بریتانیا» توصیف کرد.

## فعالیت در IRA
در ۹ اوت ۱۹۷۱، روزی که توقیف (زندانی‌نمودن بدون محکمه) معرفی شد، مک‌کارنی نتایج سطح-A خود را به‌دست‌آورد. او امیدوار بود که بتواند به آموزش خود در دانشگاه کوئینز بلفاست ادامه دهد و معلم شود، اما نتایج وی برای عضویت کافی نبود. وی معرفی توقیف را به عنوان «کاهی که کمر شتر را شکست» توصیف نمود و تصمیم گرفت تا به ارتش موقت جمهوری‌خواه ایرلند ملحق شده و عضو تیپ تایرون شرقی شود. وی در اواسط دهه هفتاد، فرمانده این تیپ شد. در ۱۹ اکتبر ۱۹۷۷، او دستگیر گردیده و متهم به کشتن ستانلی آدمز شد، آدمز یک پستچی و سرجوخه (L/Cpl) نیمه وقت در هنگ دفاعی اولستر در گردان هشتم بریتانیا بود. تحت قوانین جلوگیری از تروریسم، او برای هفت روز مورد بازجویی قرار گرفته و براساس گفته وی، در هنگام توقیف با او بد رفتاری صورت گرفت. چندی بعد، پس از این‌که محکمه بیانیه‌ای را که او هیچ‌گاه روی آن امضاء نکرده بود، با اتکا به گفته‌های بازرس نیروی انتظامی شاهی اولستر (RUC) پذیرفت، وی به جرم کشتن سرجوخه آدمز از جانب محکمه به حبس ابد و با توصیه حداقل بیست سال زندان محکوم شد.

### اعتصاب غذا
مک‌کارنی در اعتراض‌های جل‌پوشی و کثیف دخیل بود و همراه با سایر اعضای ارتش جمهوری‌خواه ایرلند در اعتصاب غذای ۱۹۸۰ سهم گرفت. قبل از آغاز نمودن اعتصاب غذا، مک‌کارنی به مادر و پدر خود گفت:
من آنچه می‌خواهم را واضح می‌گویم. من به اعتصاب غذا می‌روم. اگر من بمیرم، می‌خواهم که دوباره به راسکامن آورده شوم و در پهلوی پدربزرگ دفن شوم… اجازه ندهید تا مردم شما را تحت تأثیر قرار دهند، تنها دوستان شما جنبش جمهوری-خواه خواهد بود. اگر من بمیرم، هرگز اجازه ندهید تا خانواده شرم‌سار شود. اگر من بمیرم، من با دانستن این می‌میرم که زندگی من برای یک آرمان و برای بچه‌های این‌جا بود. اگر در تشییع جنازه من رسانه‌ها گفت که، «ببین، چگونه ارتش جمهوری‌خواه ایرلند باعث مرگ پسرت شد»، فقط بگو، «پسر من به عنوان یک سرباز ایرلندی مُرد، نه به عنوان یک مجرم بریتانیایی».
او از ۲۷ اکتبر تا ۱۸ دسامبر برای ۵۳ روز در اعتصاب غذای بود و طبق گفته یک پزشک زمانی که اعتصاب ختم شد، او تنها چند ساعت دیگر می‌توانست زنده باشد.

## رهایی از زندان
مک‌کارنی در ۱۹۹۳ میلادی بعد از گذراندن ۱۶ سال از دوره حبس خود، آزاد شد. در ۲۰۰۳ میلادی، او در مستند تلویزیون بی‌بی‌سی به‌نام زندگی پس از زندگی ظاهر شد. او حالا یک خبرنگار آزاد، وراستار در نشریه فورت‌رایت و یک برگزارکننده در اتحادیه کارگران مستقل ایرلند است.